# Канкулов, Маша Герандукович
Канкулов Маша́ Герандукович (кабард.-черк. Къанкъул Джэрандыкъуэ и къуэ Машэ; 1889, с. Ашабово, Терская область — 31 января, 1944, СССР) — советский партийный и государственный деятель. Председатель Президиума Верховного Совета Кабардино-Балкарской АССР в 1938 г. Репрессирован, реабилитирован посмертно. По национальности кабардинец.

## Биография
- 1918 — член Исполнительного комитета Терского областного Совета
- 1920 — председатель Совета селения Ашабово, Нальчикский округ (ныне с. Малка).
- 1923—1927 — член Кабардино-Балкарского областного Суда
- 1927 — 19 декабря 1929 — работал прокурором Кабардино-Балкарской автономной области[5]
- с 1929 по 1932 — председатель Исполнительного комитета Мало-Кабардинского окружного Совета (Кабардино-Балкарская автономная область)
- 1932 — председатель Исполнительного комитета Нагорного районного Совета, Кабардино-Балкарская автономная область
- февраль 1932 — июль 1938 — директор Кабардинского конезавода № 1[6]
- 26 июля 1938 — 20 ноября 1938 — председатель Президиума Верховного Совета Кабардино-Балкарской АССР[3]
- 15 ноября 1938 — арест. Арестован в тот же месяц что и аресты 17 высших руководителей КБАССР, среди которых: Калмыков Б. Э. (12 ноября) — 1-й секретарь, Черкесов И. О.— пред СНК, Звонцов М. И. — 2-й секретарь, Фадеев Ф. И. — нарком земледелия, Карнаух Н. В. — нарком внутренних дел, Кулик И. Ф. — прокурор республики[3].
- 9 марта 1940 — приговорён к 10-ти годам лишения свободы. Обвинен по ст.ст. 58-2 (вооруженное восстание), 58-7 (вредительство), 17-58-8, 58-11 (участие в контрреволюционной организации) УК РСФСР
- 31 января 1944 — умер в тюрьме[7]

## Награды
- 22 февраля 1936 — орден «Знак Почёта»

## Память
Именем Канкулова М. Г. названа улица. в с. Приречное Зольского района КБР.